# Cleator
Cleator – wieś w Anglii, w Kumbrii, w dystrykcie (unitary authority) Cumberland. Leży 57 km na południowy zachód od miasta Carlisle i 404 km na północny zachód od Londynu.